# Pablo Emilio Madero
Pablo Emilio Madero Belden (San Pedro, 3 augustus 1921 - Monterrey, 16 maart 2007) was een Mexicaans politicus.
Madero studeerde in 1945 af als ingenieur aan de Nationale Autonome Universiteit van Mexico (UNAM). In 1939 sloot hij zich aan bij de pas opgerichte Nationale Actiepartij (PAN), waarvoor hij twee keer zitting had in de Kamer van Afgevaardigden en waarvan hij van 1984 tot 1987 voorzitter was. In 1982 deed hij een gooi naar het presidentschap. Hij behaalde 25,7% van de stemmen, beduidend minder dan Miguel de la Madrid van de Institutioneel Revolutionaire Partij (PRI), maar het was wel de beste uitslag ooit voor een oppositiekandidaat in decennia in het door de PRI beheerste Mexico.
In 1991 stapte Madero uit de PAN, omdat deze partij volgens hem niet genoeg weerstand bood tegen de PRI, en sloot hij zich aan bij de ultraconservatieve Mexicaanse Democratische Partij (PDM), waarvoor hij aan de presidentsverkiezingen van 1994 deelnam. Dit keer behaalde hij slechts 0,3% van de stemmen.